# Ignatius Sancho

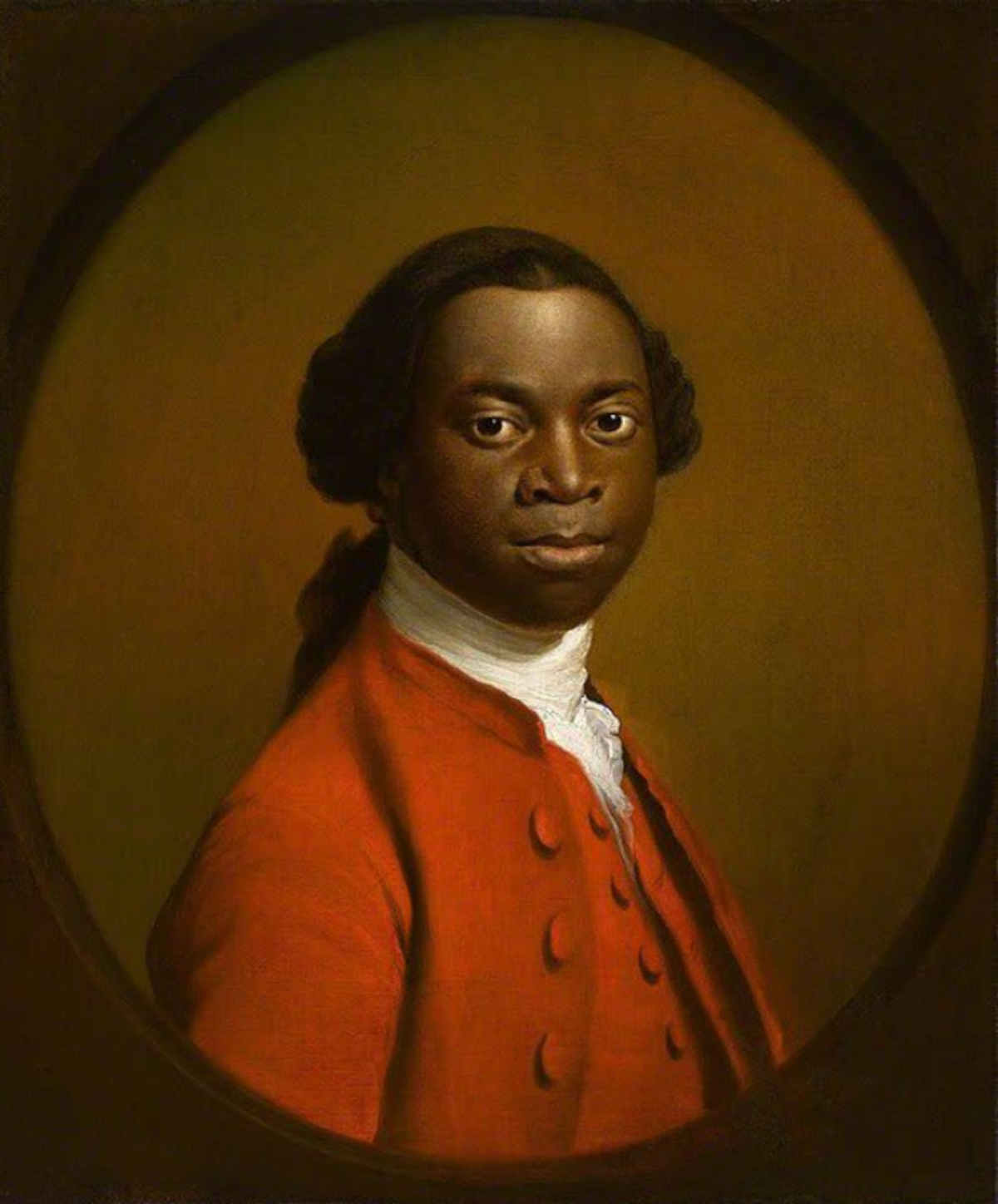
Porträt Ignatius Sancho

Ignatius Sancho (* 1729; † 14. Dezember 1780 in London) war ein westafrikanischer Sklave in London, englischer Komponist, Abolitionist und Schriftsteller. Da er um 1773 finanziell unabhängig wurde, konnte er 1774 als erster schwarzer Mann in Großbritannien das britische Wahlrecht ausüben.

## Leben
Sancho wurde 1729 auf einem spanischen Sklavenschiff auf dem Atlantik vor Guinea geboren. Die Mutter starb danach an Krankheit, der Vater verübte Suizid. In Cartagena wurde auf den Namen Ignatius getauft. Zweijährig kam er nach England und wuchs als Sklave bei drei Schwestern, Elizabeth, Susanna und Barbara Leggee, in Blackheath bei Greenwich auf, die ihn Sancho nach Don Quixote nannten. Bei seiner autodidaktischen Ausbildung wurde er von seinem Nachbarn John Montagu, 2. Duke of Montagu wesentlich unterstützt, der ihn Lesen lernte und ihm seine Bücher auslieh und schenkte. 1749 fand er eine Anstellung als Butler im Haus der Montagus in Greenwich Park. Nach dem Tod der Duchesse Montagu erhielt er ein kleines Erbe von 70 Pfund und eine Rente von 30 Pfund, die es ihm ermöglichten, im Jahr 1773 oder 1774 ein Lebensmittelgeschäft an der Charles Street in Westminster zu eröffnen, das ihm ein unabhängiges Leben sicherte.
Bereits in seiner Zeit als Butler der Montagus wurde Sancho als Schriftsteller, Komponist und eloquente und charismatische Persönlichkeit bekannt. Er stand in Kontakt mit dem Politiker Charles James Fox und korrespondierte mit berühmten Zeitgenossen wie Samuel Johnson, David Garrick, Catherine Hyde und Laurence Sterne. 1768 porträtierte ihn der Maler Thomas Gainsborough (1727–1788), danach fertigte Francesco Bartolozzi (1727–1815) eine Gravur davon an, die von John Nichols (1745–1826) 1781 publiziert wurde. Ein unbekannter Maler fertigte Anfang des 19. Jahrhunderts auf Basis des Bildes von Gainsboroogh ein Porträt in Gouache an.
Als finanziell selbständiger Mann war Sancho für die britischen Parlamentswahlen von 1774 und 1780 zugelassen; somit war er der erste schwarze Mann, der das Wahlrecht ausüben durfte.
Sancho starb am 14. Dezember 1780, und er wurde am 17. Dezember auf dem Friedhof der St. Margaret's Church in Westminster beerdigt, der nach dem Zweiten Weltkrieg zum Christ Church Gardens gehört. Auszüge seiner Briefe wurden 1782 von Lady Crewe Frances veröffentlicht in einer Auflage von 1200 Exemplaren, die schnell ausverkauft waren. Der Lebensmittelladen wurde von seiner Frau Anne und seinem jüngsten Sohn William weitergeführt.

## Familie
Am 17. Dezember 1758 heiratete Sancho Anne Osborne, die aus der Karibik stammte. Das Ehepaar bekam insgesamt acht Kinder, die er Sanchonettas nannte; etliche starben aber bereits als Kleinkinder: Elisabeth Bruce (* 1766), John Ignatius (* 1768), Mary Ann († 1805), Frances Joanna († 1815), Ann Alice († 1766), Lydia († 1776), Katherine Margaret († 1779) und William Leach Osborne († 1810).

## Werke
Zwischen 1767 und 1779 veröffentlichte Sancho eine Sammlung von Liedern mit Klavierbegleitung nach Texten von William Shakespeare, Anakreon und Garrick sowie drei Bände mit Tänzen. Eine Sammlung seiner Briefe erschien 1782 posthum.
- A Collection of New-Songs composed by an African, 1775 OCLC 1119103768
- Minuets Cotillons & country Dances for the Violin, Mandolin, German Flute, & Harpsichord. Composed by an African, 1775 OCLC 1121090185

## Rezeption
Der britische Autor Paterson Joseph verfasste ein Theaterstück über Ignatius Sancho, das 2018 uraufgeführt wurde.